# Сан-Андрес-дель-Конгосто
Сан-Андрес-дель-Конгосто (ісп. San Andrés del Congosto) — муніципалітет в Іспанії, у складі автономної спільноти Кастилія-Ла-Манча, у провінції Гвадалахара. Населення — 91 особа (2010).
Муніципалітет розташований на відстані близько 85 км на північний схід від Мадрида, 42 км на північ від Гвадалахари.

## Демографія
Динаміка населення (INE ):